# The Brave Little Toaster Goes to Mars
The Brave Little Toastet Goes to Mars es una película animada estadounidense de 1998 dirigida por Robert C. Ramirez y producida por Hyperion Pictures. El guion fue una adaptación realizada por Willard Carroll de la novela homónima escrita por Thomas M. Disch. Es la tercera película de la trilogía de La tostadora valiente, después de La tostadora valiente (1987) y La tostadora valiente al rescate (1997). Fue lanzada directamente para video el 19 de mayo de 1998.

## Argumento
La tostadora, Kirby, Manti, Lampi, Radio, un ventilador y Robi (el hijo del dueño) deciden ir al espacio volando con el ventilador. Llegan a Marte y Robi se pierde y es raptado por una civilización extraterrestre inteligente. Los electrodomésticos deberán rescatarlo.

## Reparto
- Deanna Oliver como Toaster.[2]
- Timothy Stack como Lampy.[2]
- Roger Kabler como Radio.[2]
- Eric Lloyd como Blanky.[2]
- Thurl Ravenscroft como Kirby.[2]
- Brian Doyle-Murray como Wittgenstein.[2]
- Fyvush Finkel como Hearing Aid.[2]
- Chris Young como Rob.[2]
- Jessica Tuck como Chris.[2]